# Wakefield (Massachusetts)
Wakefield – miasto w Stanach Zjednoczonych, w stanie Massachusetts, w hrabstwie Middlesex.